# أنجيلو موتا
أنجيلو موتا أو أنجيلو موطا (بالإيطالية: Angelo Motta) ‏ (1890-1957) هوَ رجل أعمال إيطالي، وَمؤسس شركة موتا الغذائية، كما لعب دوراً في الإنتاج التجاري لحلو خبز الخميرة بانيتون، كما شَغل أنجيلو منصب وزير المالية في حكومة ألتشيدي دي غاسبيري في قرن 1950.

## حياته
وُلد أنجيلو موتا في 8 سبتمبر 1890 في إقليم لومبارديا في إيطاليا، وتوفيَ في 26 سبتمبر 1957 في ميلان.

## الدور السياسي
شَغل أنجيلو مَنصب وزير المالية ممثلاً للديمقراطية المسيحية في الفترة بعد الحَرب، عندما كان ألتشيدي دي غاسبيري رَئيساً للوزراء.

## الجوائز
في عام 1939 حصلَ أنجيلو على جائزة فارس فرسان القبر المقدس، وهي جائزة كاثوليكية مرموقة، كما حصلَ أنجيلو رتبة ضابط كبير ضمن وسام استحقاق الجمهورية الإيطالية.